# Gunnedah
Gunnedah é uma cidade de Nova Gales do Sul, na Austrália.